# Vietnams herrlandslag i fotboll
Vietnams herrlandslag i fotboll representerar Vietnam i fotboll. Som Nordvietnam spelade man första landskampen den 4 oktober 1956, och föll med 3-5 borta mot Kina.

## Asiatiska mästerskapet
- 1956–1960 — Fjärdeplats
- 1996–2004 — Kvalificerade sig inte
- 2007 — Kvartsfinal
- 2011–2015 — Kvalificerade sig inte
- 2019 — Kvartsfinal